# 1885 en Belgique
Chronologie de la Belgique
- 1881
- 1882
- 1883
- 1884
- 1885
- 1886
- 1887
- 1888
- 1889

Cette page recense des événements qui se sont produits durant l'année 1885 en Belgique.

## Événements
- 11 février : arrêté royal instituant la Croix militaire.
- 5 et 6 avril : création du Parti ouvrier belge[1],[2].
- 28 et 30 avril : la Chambre et le Sénat autorisent le roi Léopold II à devenir le souverain de l'État indépendant du Congo[2].
- Du 2 mai au 2 novembre : exposition universelle d'Anvers[2].

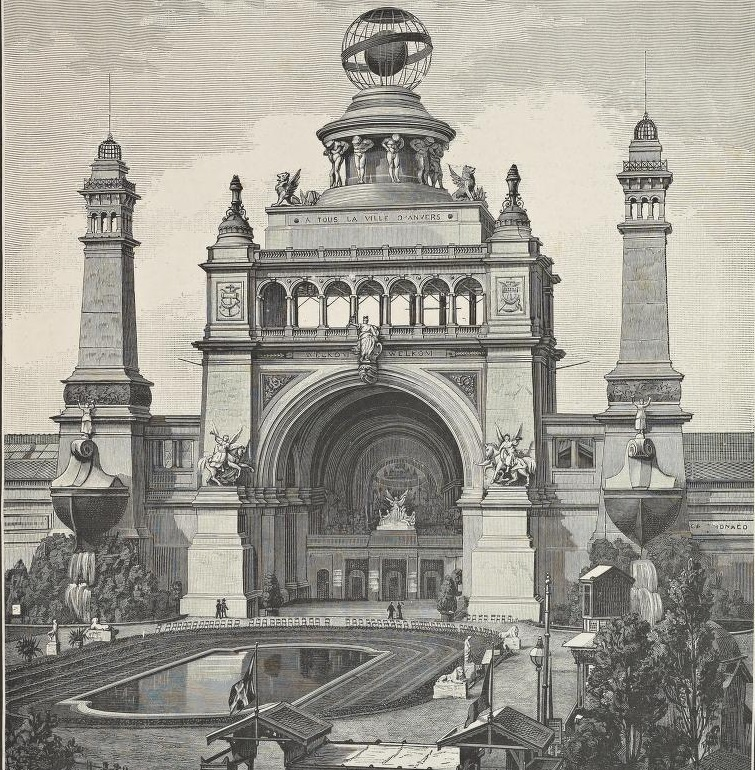
Exposition universelle d'Anvers.

- 1er août : Léopold II de Belgique notifie sa souveraineté sur l’État indépendant du Congo[3].

## Culture

### Littérature
- Sophie, roman de Virginie Loveling[4].

### Peinture
- Création du cercle artistique Voorwaarts[5].

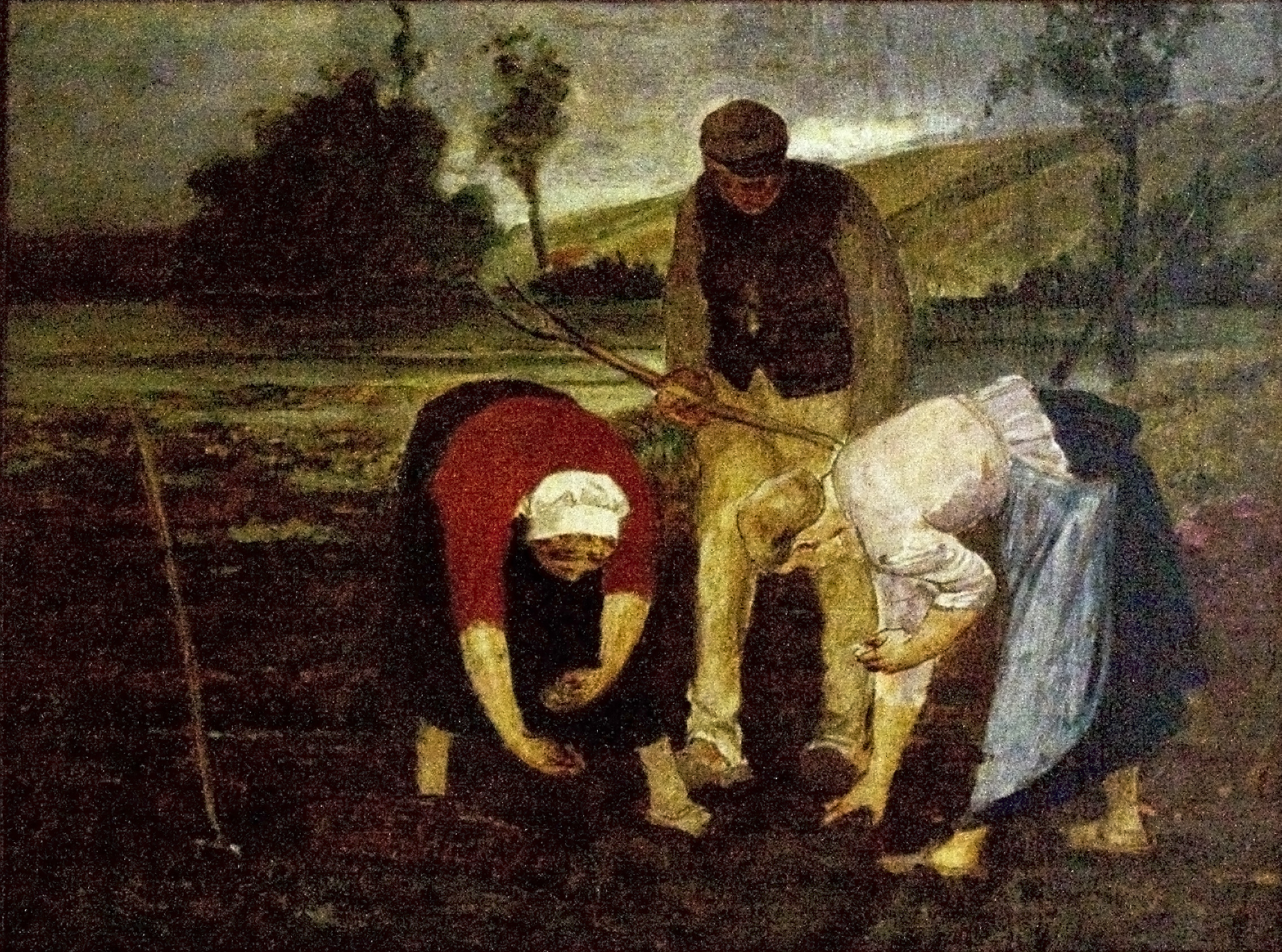
Les Arracheurs de pommes de terre (Constantin Meunier).
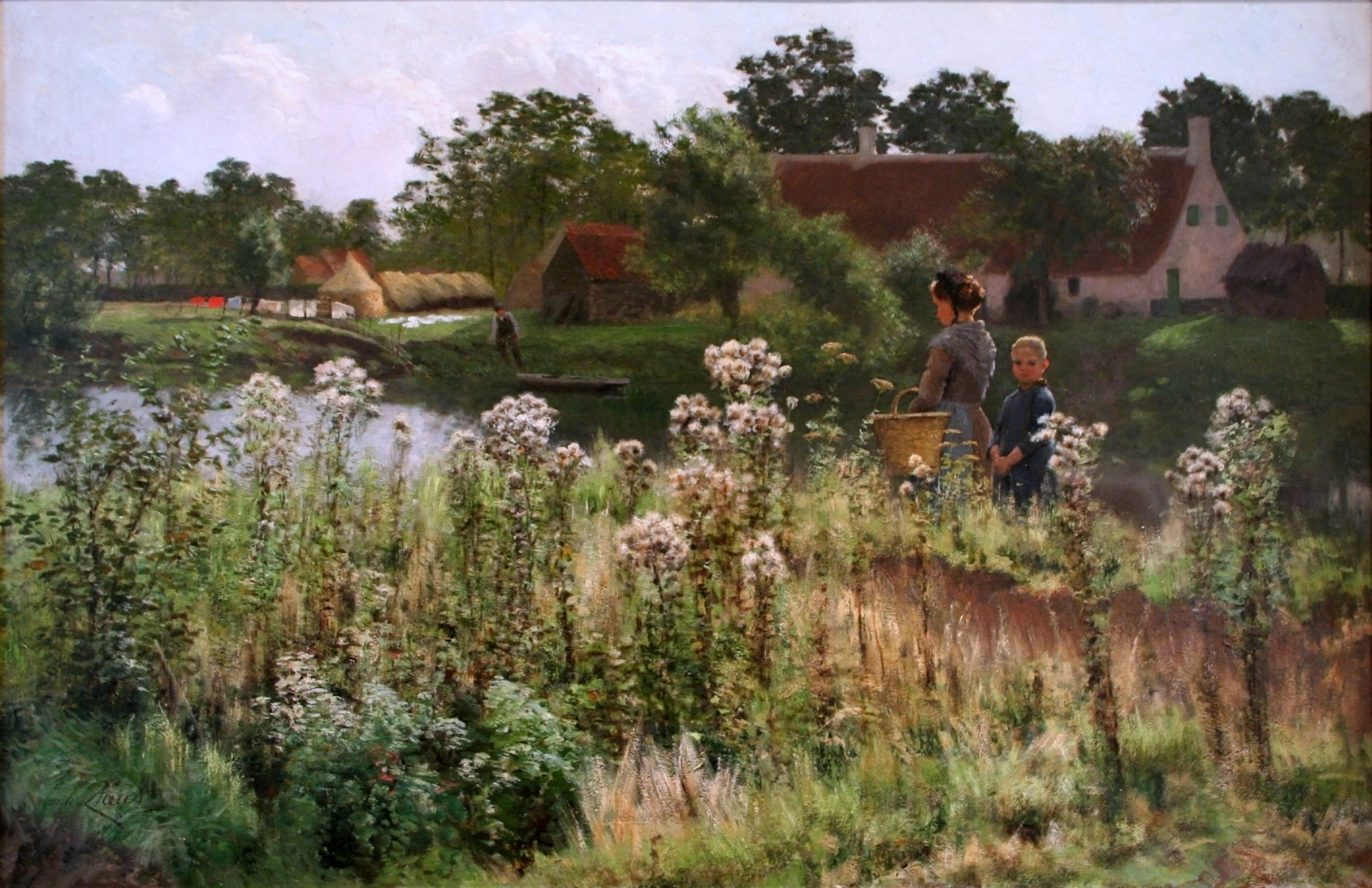
La Lys à Astene (Émile Claus).
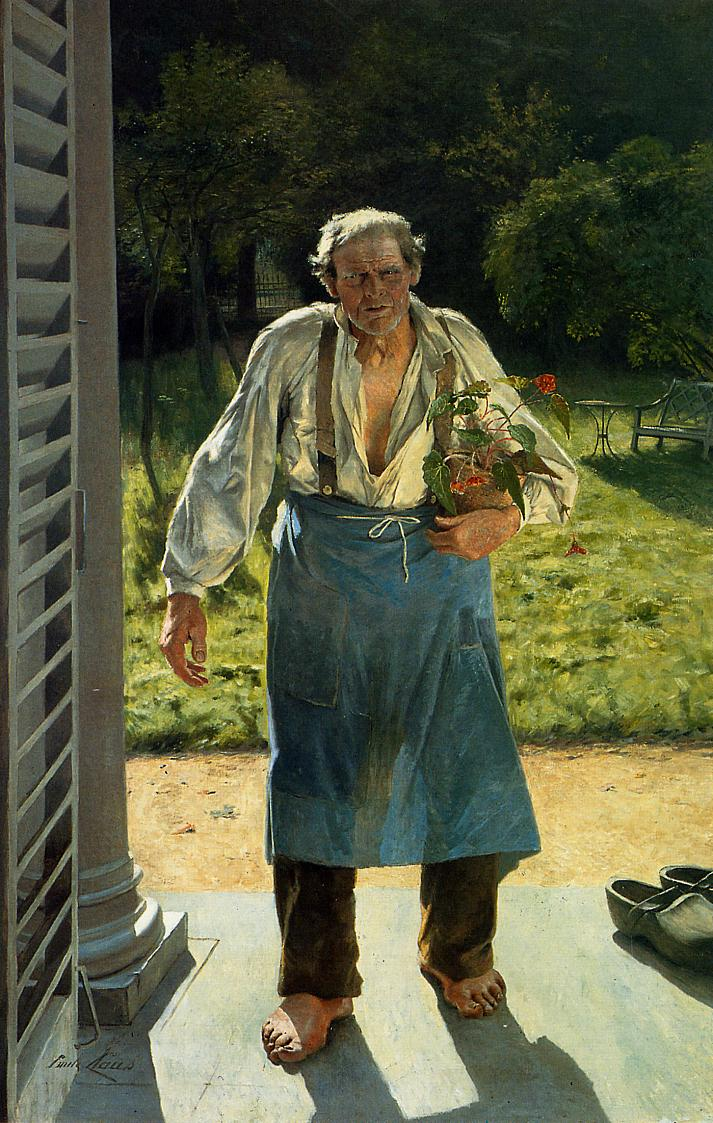
Le Vieux Jardinier (Émile Claus).
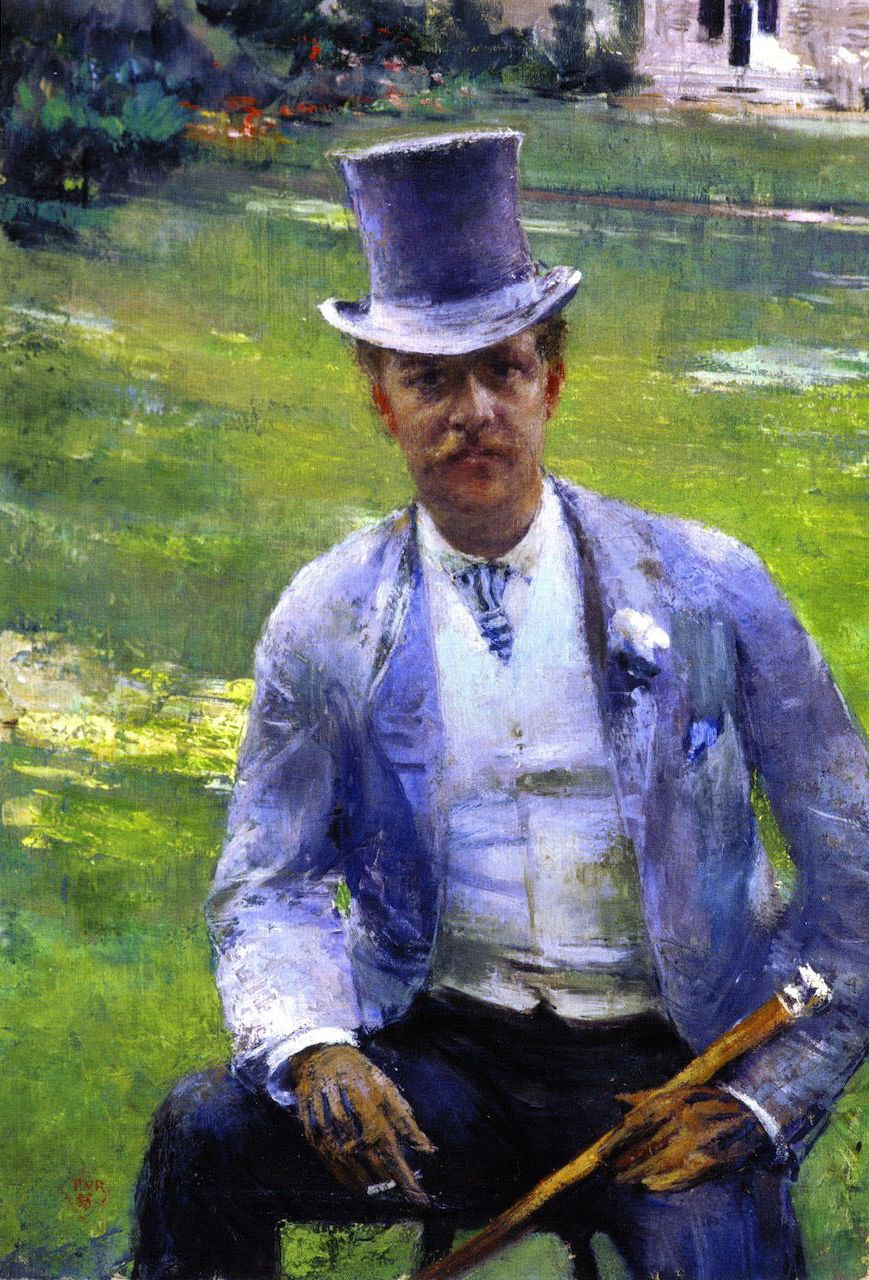
Octave Maus en dandy (Théo van Rysselberghe).
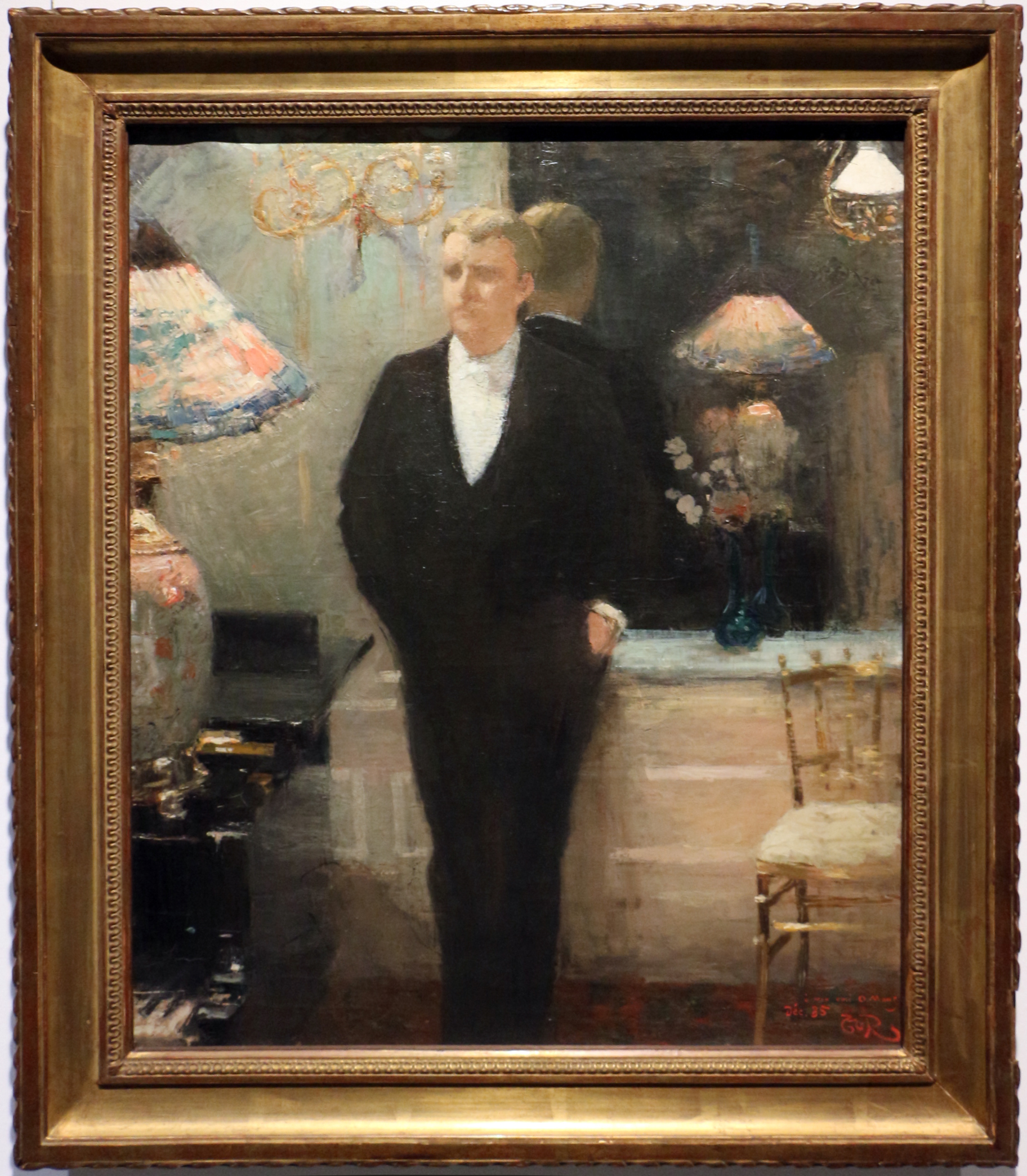
Portrait d'Octave Maus (Théo van Rysselberghe).

### Arts
- 1 février - 15 mars : ouverture à Bruxelles du second Salon des XX[6].
- Le sculpteur Jules Anthone remporte le premier prix de Rome belge[7].

## Naissances
- 6 avril : Léon Mundeleer, homme politique († 14 décembre 1964).
- 14 septembre : Jules Merlot, homme politique († 31 janvier 1959).
- 17 novembre : Henri De Man, homme politique († 20 juin 1953).
- 21 décembre : Henri de la Barre d'Erquelinnes, homme politique († 20 novembre 1961).

## Décès
- 27 mai : Charles Rogier, homme politique (° 17 août 1800).
- 20 août : Édouard Agneessens, peintre (° 24 août 1842).
- 9 octobre : Joseph Geefs, sculpteur (° 23 décembre 1808).